# Джерело інформаційного матеріалу
Джерело інформаційного матеріалу, також вихідний матеріал — об'єкт або суб'єкт, який надає інформацію. Являє собою матеріал, з якого отримані інформація або ідеї. Наприклад: база даних, книга, періодичні видання, працівник фармацевтичної компанії, лікар, державний інформаційний центр, державний реєстр і тд.

## Класифікація
Джерела інформації можуть бути класифіковані за послідовністю, за способом публікації, за доступністю, за джерелом видання.
За послідовністю, вихідний матеріал поділяють на три типи: 
— первинні — містять первинну інформацію;
— вторинні джерела — містять інформацію отриману з первинних джерел;
— третинні — огляд відомої інформації з певної проблеми, що відображає особисту думку автора, основану на проведеному аналізі численних джерел літератури без посилання на ці джерела (наприклад, підручники, монографії), тобто текстова консолідація інформації, яка зібрана з первинних або вторинних джерел.
Первинні і вторинні — відносні терміни, тому деякі джерела можуть бути класифіковані як первинні або вторинні, в залежності від того, як вони використовуються.
За способом публікації джерела інформаційного матеріалу поділяють на:
— періодичні видання, журнали, спеціалізовані монотематичні збірники статей; мають номер ISSN (Міжнародний стандартний серійний номер);
— неперіодичні видання — дисертаційні роботи, посібники, книги; мають номер ISBN (Міжнародний стандартний номер книги);
— з невстановленою періодичністю — видаються з невизначеним часовим інтервалом; мають номер.
За доступністю класифікують на опубліковані, неопубліковані, видання фірми, стародавня література.

## Аналіз джерел
У журналістській етиці, в пресетиці вважається важливим, щоб захистити свої джерела, які іноді можуть конфліктувати з іншими суспільними інтересами. Авторитетність джерела, критичний аналіз інформації (критика джерел інформації) є важливим для журналістів, дослідників, науковців, в оцінці достовірності тверджень, що містяться в інформації, аналізі претензії до джерела інформації. 
Критика джерел інформації є центральним науковим методом для оцінки інформації від інформатора, які заслуговують на довіру.